# 敵意
| ウィキペディアには「敵意」という見出しの百科事典記事はありません（タイトルに「敵意」を含むページの一覧/「敵意」で始まるページの一覧）。 代わりにウィクショナリーのページ「敵意」が役に立つかもしれません。 |